# Роги (Гомельская область)
Роги (бел. Рагі́) — деревня в Азделинском сельсовете Гомельского района Гомельской области Беларуси.

## География

### Расположение
В 6 км от железнодорожной станции Лазурная (на линии Жлобин — Гомель), 20 км на северо-запад от Гомеля.

## Транспортная сеть
Транспортные связи по автодороге к рабочему посёлку Большевик, затем по шоссе Довск — Гомель. Планировка состоит из прямолинейной, ориентированной с северо-востока на юго-запад улицы, к центру какой перпендикулярно присоединяется с северо-востока короткая прямолинейная улица. Застройка двусторонняя, преимущественно деревянная, усадебного типа. В 1986 году построены 56 кирпичных домов коттеджного типа, в которых разместились переселенцы из загрязненных радиацией мест в результате аварии на Чернобыльской АЭС.

## История
Обнаруженный археологами поблизости деревни курганный могильник свидетельствует про заселение этих мест с давних времён. По письменным источникам известна с XVIII века как деревня в Гомельском старостве Речицкого повета Минского воеводства Великого княжества Литовского.
После 1-го раздела Речи Посполитой (1772 год) в составе Российской империи. В 1775 году Екатерина II подарила деревню генерал-майору С. Пищевичу. Согласно переписи 1897 года располагались: школа грамоты, хлебозапасный магазин, 5 ветряных мельниц, круподробилка. В 1909 году 1695 десятин земли, в Руденецкой волости Гомельского уезда Могилёвской губернии.
С 8 декабря 1926 года по 30 декабря 1927 года центр Роговского сельсовета Гомельского округа. В 1930 году организован колхоз «Дружба», работали маслозавод, 2 ветряные мельницы. В 1931 году создана артель по добыче торфа.
Во время Великой Отечественной войны на фронтах и в партизанской борьбе погибли 52 жителя, в память о которых в 1981 году установлен памятник.
В 1959 году центр колхоза «Красный маяк». Расположены 9-летняя школа, Дом культуры, библиотека, фельдшерско-акушерский пункт, отделение связи, магазин.

## Население

### Численность
- 2019 год — 402 жителей

### Динамика
- 1885 год — 94 двора, 504 жителя.
- 1897 год — 142 двора, 879 жителей (согласно переписи).
- 1909 год — 156 дворов 1002 жителя.
- 1959 год — 470 жителей (согласно переписи).
- 1999 год — 444 жителей (перепись населения).
- 2001 год — 433 жителей, 147 дворов[3].
- 2004 год — 154 хозяйства, 451 житель.
- 2009 год — 426 жителей (перепись населения)[4].
- 2019 год — 402 жителей (перепись населения).

## Достопримечательность
- Памятник землякам, погибшим в Великой Отечественной войне